# ألفرد إدواردز
ألفرد إدواردز (بالإنجليزية: Alfred Edwards)‏ هو سياسي بريطاني (وحمل سابقاً جنسية المملكة المتحدة لبريطانيا العظمى وأيرلندا)، ولد في 23 مارس 1888، وتوفي في 17 يونيو 1958. حزبياً، نشط في حزب المحافظين وحزب العمال. في الانتخابات العامة في المملكة المتحدة 1935 ‏، انتخب عضو برلمان المملكة المتحدة الـ37 عن دائرة Middlesbrough East (UK Parliament constituency) ‏ (14 نوفمبر 1935 – 15 يونيو 1945) وفي الانتخابات العامة في المملكة المتحدة 1945 ‏، انتخب عضو برلمان المملكة المتحدة الـ38 عن دائرة Middlesbrough East (UK Parliament constituency) ‏ (5 يوليو 1945 – 3 فبراير 1950).